# Millettia lucida
Millettia lucida är en ärtväxtart som beskrevs av François Gagnepain. Millettia lucida ingår i släktet Millettia och familjen ärtväxter. Inga underarter finns listade i Catalogue of Life.